# Крейн, Боб
Ро́берт Э́двард Крейн (англ. Robert Edward Crane; 13 июля 1928 — 29 июня 1978) — американский актёр, радиоведущий и диджей.
Крейн начинал карьеру в качестве радиоведущего, работая в Нью-Йорке, Коннектикуте и, в конечном итоге, Лос-Анджелесе, где был ведущим популярного утреннего шоу на станции KNX. В конце 1960-х годов он переместился на телеэкраны, получив повторящуюся роль в ситкоме «Шоу Донны Рид» (1963—1965), а вскоре стал главной звездой сериала «Герои Хогана» (1965—1971), транслировавшегося на NBC в течение шести сезонов, и принёсшего Крейну две номинации на прайм-тайм премию «Эмми».
После завершения «Героев Хогана» карьера Крейна пошла на спад, в связи с чем он начал выступать в вечерних театрах-ресторанах. В 1975 году Крейн вернулся на телевидение с ведущей ролью в ситкоме «Шоу Боба Крейна», однако шоу было закрыто после одного сезона ввиду низких рейтингов.
29 июня 1978 года тело забитого до смерти Крейна было обнаружено в его квартире в Скотсдейле, Аризона, где он проживал, пока находился в туре с театральной постановкой «Удача новичка». Следователям не удалось установить вид оружия, однако ими была выдвинута версия, что таковым являлся штатив. Вскоре после убийства Крейна раскрылись подробности его личной жизни и сексуальной зависимости, а также информация о том, что Крейн, втайне от женщин, снимал их сексуальные авантюры, в чём ему помогал его друг Джон Генри Карпентер. Крейн и Карпентер, в то время занимавший должность менеджера компании Sony, познакомились на съёмках «Героев Хогана» и вскоре сдружились, начав вместе знакомиться с женщинами, а также записывать групповые половые акты, снятые при участии женщин и их самих. После окончания «Героев Хогана» Карпентер начал планировать свои деловые поездки так, чтобы они совпадали с театральными гастролями Крейна.
Обнаруженные в квартире Крейна в Скотсдейле кассеты вывели полицию на Карпентера, накануне вернувшегося из Финикса, Аризона, где он проводил время вместе с Крейном. В арендованной им машине были обнаружены следы крови, группа которой совпала с группой крови Крейна, однако ввиду отсутствия других улик Карпентер был отпущен. В 1990 году полиция повторно открыла дело о смерти Крейна, после чего, в связи с обнаружением новой улики — фотографии интерьера автомобиля Карпентера с пятном, которое, по версии обвинения, являлось частью мозга Крейна — в июне 1992 года Карпентер был арестован и обвинён в убийстве. На суде в 1994 году сын Крейна, Роберт, заявил, что накануне своей смерти отец рассказал ему о том, что планировал прекратить общение с Карпентером; адвокаты Карпентера, в свою очередь, оспаривали данные утверждения. Карпентер был оправдан и настаивал на своей невиновности вплоть до своей смерти четыре года спустя, в 1998 году. Убийство Крейна остаётся нераскрытым по сей день.
В 2002 году режиссёр Пол Шредер выпустил фильм «Автофокус» о жизни Крейна (роль которого исполнил Грег Киннир), его сексуальной зависимости и отношениях с Карпентером. Сын Крейна Скотти раскритиковал картину за неточности в биографии отца.